# ISDN

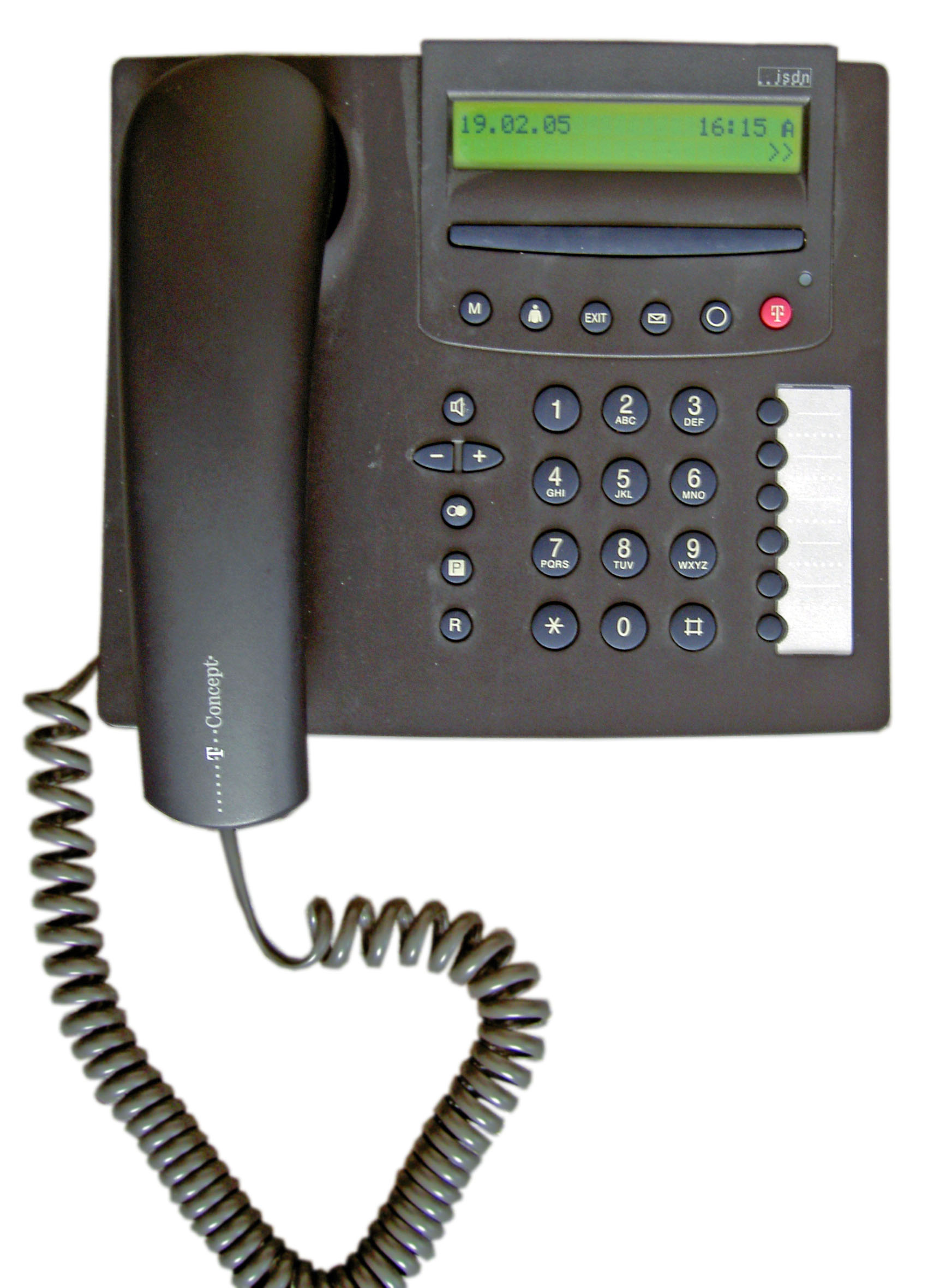
ISDN telefon

ISDN je zkratka z anglického termínu Integrated Services Digital Network, český název pro tuto síť je Digitální síť integrovaných služeb. ISDN je soubor komunikačních celosvětových standardů pro digitální simultánní přenos hlasu, videa, dat, paketů a jiných síťových služeb tradičními obvody veřejné telefonní sítě (public switched telephone network) v digitálním formátu. Představuje snahu o přeměnu existující analogové telefonní sítě na digitální. Vznikla jako výsledek úsilí o jednotnou komunikační síť, která má přenášet a přepojovat všechny služby v jedné formě. 

ISDN byla definovaná v roce 1984 v CCITT (v roce 1993 přejmenovaná na ITU-T) red book. Ve svých doporučeních série I.xxx standardizovala základní aspekty sítí ISDN.
ISDN nabízí dva typy přípojek:
- BRI – Basic Rate Interface, je účastnická přípojka na kterou lze připojit až 8 koncových zařízení (telefon, fax, modem, …). Je označována jako 2B + D
- PRI – Primary Rate Interface, tento typ přípojky je určený k připojení pobočkových ústředen, nelze ho využívat pro připojení koncových účastnických zařízení. Je označována jako 30B + D v Evropě a Austrálii. V Severní Americe a Japonsku je to pouze 23B + D.

Přípojka 2B + D (základní přístup) znamená tedy dva nezávislé B kanály o rychlosti 64 kbit/s (tzv. DS0 kanály viz PCM) určené pro přenos hlasu, faxu, obrazu, dat atd. a jednoho D kanálu o rychlosti 16 kbit/s určeného pro přenos signalizace.
Přípojka 30B + D (primární přístup) znamená tedy třicet nezávislých B kanálů o rychlosti 64 kbit/s (DS0) a jeden D kanál také o rychlosti 64 kbit/s určený pro přenos signalizace.
Kanály lze používat zcela nezávisle např. u 2B + D je možno současně jedním B kanálem telefonovat a druhým přenášet fax. Možné je i sdružování kanálů například při přístupu na Internet (dnes se pro tyto účely spíše používá ADSL, které lze provozovat současně s přípojkou BRI0).
Pro přenos signalizace se v ISDN používá účastnická signalizace DSS1 (Digital Subscriber System No. 1) a SS7 (Signaling System No. 7) pro signalizaci mezi ústřednami. ISDN umožňuje pomocí doplňkových služeb identifikaci volajícího, tarifikační informace, atd.
ISDN pokrývá první 3 vrstvy modelu OSI:
- fyzická: Protokol I.431 – PRI a I.430 – BRI
- linková: Protokol Q.921
- síťová: Protokol Q.931

## Motivace
Dnešní telefonní sítě jsou založeny na digitálních telefonních ústřednách a také přenosové cesty mezi ústřednami jsou plně digitalizovány. Poslední analogovou částí sítě tak zůstává účastnická přípojka. Tedy poslední část od ústředny k telefonnímu přístroji (modemu, faxu atd.) účastníka. ISDN nabízí plně digitální přenos až k účastníkovi (A/D a D/A převod signálu se odehrává přímo v koncovém zařízení). ISDN dále nabízí možnost komunikovat pomocí jedné digitální účastnické přípojky pomocí hlasu, textu a obrazu. Obecně pak mluvíme o multimediální komunikaci. ISDN přípojku lze pomocí takzvaného terminálového adaptéru (TA) nesprávně „ISDN modem“ samozřejmě použít také pro připojení do sítě Internet. V Evropě bylo po prvních počátečních problémech v kompatibilitě zavedeno tzv. EURO-ISDN které zaručuje shodnou implementaci ISDN v celé Evropě. V Evropě se tedy pod pojmem ISDN myslí vždy EURO-ISDN.

## B-ISDN
B-ISDN (broadband ISDN) je širokopásmové ISDN [klasické ISDN je nazvané úzkopásmové (narrowband)]. Poskytuje všechny služby přes jednotné rozhraní jako ISDN, ale je podstatně rychlejší. Při přenosu musejí být měděné kabely (potřebné pro normální ISDN) nahrazeny optickým vláknem (fibre).

## ISDN vs. DSL
Technologie DSL byla původně součástí ISDN, ale později se oddělila a dnes to je samostatná služba. Kvůli výhodnější DSL je služba ISDN celosvětově pomalu na ústupu. Jsou k tomu 3 základní důvody:
1. DSL je mnohem rychlejší než ISDN. DSL zasílá pakety rychlostí od 128 kbit/s do 24 Mbit/s (ADSL). ISDN nabízí 2 rychlosti – 64 kbit/s a 128 kbit/s. Tedy i nejpomalejší připojení DSL je rychlejší než jakékoli připojení ISDN.
2. DSL je lacinější než ISDN. Za prvé, uživatel nemusí sledovat dobu, během které je online a za druhé, při DSL není potřeba žádný speciální hardware.[zdroj⁠?!]
3. Linka DSL je vždy připojená (always on), na rozdíl od ISDN, které je založené na vytáčeném připojení (dial-up) – jako klasická telefonní linka. Odpadá vytáčení linky a ověření i připojení uživatele k internetu je prakticky okamžité.[zdroj⁠?!]

## Přenosové médium
Pro přenos se využívají klasické metalické telefonní kabely.

## Kanály
Jsou určené pro přenos uživatelských dat a signalizace. Přenášejí se přes rozhraní UNI.

### Typy kanálů, které jsou standardizované:[5]
- A – analogový telefonní kanál se šířkou pásma 4 kHz
- B – digitální kanál s přenosovou rychlostí 64 Kb/s pro přenos hlasu (PMC) nebo dat. Používá se pro uživatelské informace (hlas, data, video). Může být připojeno nejvýše osm sériových zařízení, jakými jsou např. osobní počítače, terminály a faxy.
- C – digitální kanál s přenosovou rychlostí 8 nebo 16 Kb/s
- D – digitální (řídicí) kanál pro služební účely s přenosovou rychlostí 16 nebo 64 Kb/s. Používá se pro signalizaci a řízení informací. Využívá vrstvový protokol v paketovém režimu založeném na standardu CCITT X.25
- E – digitální kanál s přenosovou rychlostí 64 Kb/s pro interní potřeby ISDN
- H – digitální kanál s přenosovou rychlostí 384, 1536 nebo 1920 Kb/s (násobky rychlosti kanálu B)

### Standardizované jsou i kombinace těchto kanálů
- Basic Rate (2 kanály B a 1 kanál D) – vhodný pro domácnosti resp. malé kanceláře
- Primary Rate (23 B kanálů a 1 D kanál v USA a Japonsku, 30 kanálů B a 1 kanál D jinde) – vhodný pro větší organizace, které si k přípojce připojí vlastní pobočkovou ústřednu
- Hybrid (1 kanál A a 1 kanál C) – umožňuje připojení běžných analogových telefonů na ISDN

## Základní účastnická rozhraní

### Rozhraní pro základní přístup – BRI (basic rate interface)
Je navrženo pro zařízení s relativně malou kapacitou (např. terminály).
Označuje se jako 2B + D. Přenáší dva nezávislé plně duplexní B kanály o rychlosti 64 kbit/s určené pro přenos hlasu, faxu, obrazu, dat a jeden D kanál s rychlostí 16 kbit/s určený pro přenos signalizace a pomalých dat v paketové formě.
Umožňuje připojit až 8 koncových zařízení (telefon, fax, modem, ...). Současně mohou komunikovat 2 terminály na dvou B kanálech, nebo 1 multimediální terminál, pokud obsadí oba B informační kanály. Kanály dokážou poskytnout i dvě nezávislá spojení.
Maximální přenosová rychlost je 192 Kb/s, uživatelská rychlost 128 Kb/s
Základní přípojka je realizována dvěma způsoby:
- spojení point-to-point – je to linka od operátora spojená s pobočkovou ústřednou, která obsluhuje zařízení k ní připojená (telefon, fax, ...)
- spojení point-to-multipoint, vedení od operátora končí v zásuvce NT (Network termination). Na tuto zásuvku lze napojit 8 různých zařízení. To umožňuje mít na jedné přípojce více zařízení, přičemž každé bude mít jiné číslo. Výhodou je, že můžeme dělat více věcí současně – např. telefonovat a zároveň surfovat na internetu či odesílat fax.

### Rozhraní pro primární přístup – PRI (primary rate interface)
Je navržené pro systémy s velkou kapacitou (např. pobočkové ústředny k veřejné telekomunikační síti), není možné ho použít pro připojení koncových účastnických zařízení.
V Evropě a Austrálii přenáší 30B + D kanál. V Severní Americe a Japonsku je to jen 23B + D kanál. Znamená to tedy 30 (23) nezávislých B kanálů o rychlosti 64 kb/s určených na přenášení hovorů, textu, obrazu a dat a jeden D kanál o rychlosti 64 kb/s určený pro přenos signalizace.
Přenosová rychlost je 2.048 Mb/s (u amerických systémů 1.544 Mb/s), uživatelská rychlost 1 920 kb/s.
Primární přípojku je možné zapojit jako point-to-point na pobočkovou ústřednu

## Uživatelské rozhraní (User network interface – UNI)[1]
UNI se rozumí každé rozhraní mezi koncovým terminálem a ISDN sítí. Prostřednictvím tohoto rozhraní se realizuje výměna uživatelských a řídicích informací se síťovým uzlem.
U ISDN sítí je několik možných uživatelských rozhraní:
- ISDN terminál
- Vícenásobné ISDN terminály připojené přes vícenásobnou účastnickou přípojku
- PBX, LAN, privátní sítě
- Banky dat, systém pro zpracování informací
- Jiné systémy jako např. multiservisní síť podobná ISDN

## Doporučení CCITT (ITU-T) ke standardům ISDN
Na doporučeních se pracovalo 8 let. Výsledkem jsou doporučení série I.xxx.
- I – Koncepty, terminologie, všeobecná doporučení
- E – Standardy ISDN telefonních sítí
- Q – Přepojování a signalizace

## Referenční model OSI
ISDN využívá první 3 vrstvy modelu OSI:

### 1. vrstva: fyzická
Funkcí je přenos bitového proudu na fyzickém přenosovém médiu. Přenosové médium je totožné pro B i D kanál. Funkce jsou specifikované v doporučeních ITU série I a G. Využívá Protokol I.431 – PRI a I.430 – BRI.

### 2. vrstva: datová
Využívá služby fyzické vrstvy. Zabezpečuje spolehlivý bezchybný přenos dat ze síťové vrstvy. Vytváří rámce pro transparentní přenos informací ze síťové vrstvy, kontroluje je, detekuje chyby při přenosu, opakovaně vysílá rámce v případě detekování chyby, řídí tok dat, provádí údržbu a řídí funkce v této vrstvě.

Využívá protokol LAPD.
Blíže je specifikovaná v doporučeních ITU série Q (Q.920-Q.923)

### 3. vrstva: síťová
Využívá se pro zřízení, udržení a zrušení ISDN spojení mezi 2 zařízeními.
Také se používá pro řízení doplňkových služeb.
Funkce jsou specifikované v doporučeních ITU série Q (Q.930-Q.939).

## ISDN protokolový referenční model (PRM ISDN)[1]
Účelem je modelovat spojení a výměnu informací přes ISDN, ale i uvnitř ISDN. Vychází z referenčního modelu OSI, ale jsou tam jisté rozdíly. RM ISDN na rozdíl od OSI modeluje informační tok pro telekomunikační služby: standardní, transportní a doplňkové.
Jednotlivé vrstvy odpovídají vrstvám definovaným v RM OSI. (t. j. 1 – fyzická vrstva, 2 – linková vrstva...) Některé vrstvy mohou být prázdné – nemají v dané aplikaci žádnou funkčnost. Vzhledem k tomu, že ISDN je synchronní síť s přepojováním okruhů, není pravděpodobné, že by síťové komponenty v uživatelské rovině používaly protokoly nad 3 vrstvou. Referenční model je členěný na vrstvy a roviny. Sousední vrstvy v jedné rovině komunikují pomocí primitiv. Základní roviny jsou: uživatelská, řídicí a management.
- Uživatelská rovina (U-plane) – hlavní úlohou je transparentní přenos informace mezi uživatelskými aplikacemi. Informací se rozumí digitalizovaný hovorový signál, data, nebo jiné informace, které si účastníci vyměňují. Pracuje v režimu přepojování okruhů.
- Řídicí rovina (C-plane) – zabezpečuje přenos řídicí informace pro řízení spojení v uživatelské rovině. Hlavní funkce: sestavení a zrušení spojení, dohled nad spojením a zabezpečení doplňkových služeb. Je rozdělená na 2 podroviny - globální řídicí podrovina a místní řídicí podrovina.
- Management rovina (M-plane) – má celkový dohled nad sítí a nad ostatními rovinami. Koordinuje činnost rovin a vrstev v protokolovém modelu.

## ISDN ve světě a v Evropě
Standardizační proces probíhal v 80. letech. Vyspělé země začaly rychle realizovat první ISDN sítě, přičemž aplikace někdy předběhly standardizační procesy. Výsledkem byly rozdíly v technické aplikaci ISDN v jednotlivých zemích.
Výrobci implementovali některé části ISDN rozdílně, proto mezi ISDN v Evropě, Severní Americe a v Japonsku jsou rozdíly.

### USA
Proces zahájení sjednocení ISDN na celém území USA dostal název National ISDN. Cílem byla unifikovaná síť ISDN plně kompatibilní s doporučeními ITU. Proces byl rozdělen na 3 etapy: 1. etapa byla v roce 1991. 2. etapa v roce 1992 – rozšířila počet doplňkových služeb a definovala paketové služby nad ISDN. 3. etapa rok 1993.
Proces však nebyl ukončen touto 3 etapou, stále přibývají nové služby, které musí síť ISDN respektovat. Využívá se hlavně při videokonferencích a zálohování frame relay, není velmi rozšířené.

### Japonsko
Do Japonska proniklo ISDN v roce 1988 pod názvem INS – Net  (resp. INS-Net 64 a INS-Net 1500). Ale po uvedení ADSL je ISDN pomalu vytlačované.

### Evropa
V Evropě existoval obrovský rozdíl mezi západní a východní častí. Ve snaze sjednotit evropské sítě na jednotnou platformu vznikl proces tvorby Euro-ISDN. V Evropě se tedy pod pojmem ISDN myslí vždy EURO-ISDN.

### Euro-ISDN
Je to standard vycházející z celosvětového standardu ISDN, který byl podepsaný v roce 1993 (Memorandum of Understanding) dvaceti šesti evropskými zeměmi. Jde o sjednocení služeb, které budou poskytovat evropští provozovatelé ISDN (a ve kterém je jistá volnost při implementaci národních ISDN sítí) v zájmu bezproblémového poskytování služeb v mezinárodním měřítku. Jedna z jeho základních charakteristik je použití protokolu DSS1 (signalizační protokol na D kanálu). Na datový signál se využívá 8 bitů a rámec představuje 32 kanálů, z toho 30 hlasových a 2 řídicí. Po přepočtu vychází 2048 kb/s.
Nasazení BRI ISDN je vyšší než v Americe.

### Slovensko
Na Slovensku byly integrované služby ISDN v druhém pololetí 1998. Přístup k jednotlivým službám byl realizovaný prostřednictvím digitálního propojení na digitální veřejnou ústřednu. Podstatou propojení bylo vytvoření dvouvodičového max. sedm kilometrů dlouhého spojení digitální veřejné ústředny se síťovým zakončením umístěným v blízkosti účastníka – v domě nebo stoupačce bytovky. Síťové zakončení je s účastnickým koncovým zařízením propojené čtyřvodičovým účastnickým vedením – pasivní sběrnicí, přičemž jeho délka může být až několik set metrů. Čtyřvodičové účastnické vedení může být zakončené až 16 zásuvkami, do kterých může být současně připojeno až osm různých koncových účastnických zařízení.

## Služby
ISDN poskytuje širokou škálu hovorových i nehovorových služeb v jedné síti. Základní dělení telekomunikačních služeb:

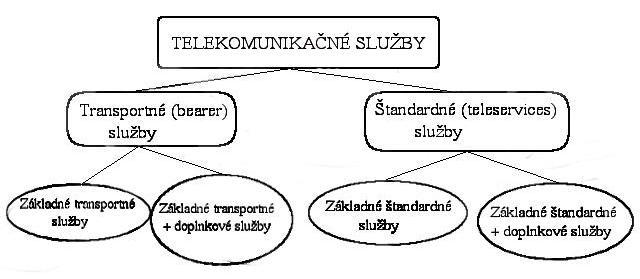
obrázek popisující ISDN služby

### 1.	Transportní (bearer) služby
Nazývané také přenosové služby. Jejich úlohou je přenos informací – přenos dat mezi uživateli. Pracují v režimu přepojování paketů a v režimu přepojování okruhů. Podle referenčního modelu OSI zahrnují jen funkce nižších vrstev – jsou zabezpečené protokoly 1.-3. úrovně referenčního modelu OSI. Jsou tvořené 2 kategoriemi služeb:
- Transportní služby s přepojováním okruhů

Jsou definované protokolem X.25 doporučení ITU 1.231. Přenášejí uživatelskou informaci po jednom typu kanálu a signalizaci jiným typem komunikačního kanálu.
- Transportní služby s přepojováním paketů

Služby umožňují zřízení virtuálních spojení nebo emulaci přepojování okruhů přes virtuální spojení. Doporučení ITU 1.232.

### 2.	Standardní (teleservices) služby
V doporučeních CCITT byly definovány následující standardní služby:

#### 1.	Telefonní služba
Zabezpečuje přenos a přepojování hovorového signálu. Komunikace je obousměrná, v obou směrech spojitá a současná během trvání hovoru. Umožňuje vést dva telefonní hovory po jedné fyzické dvoudrátové lince. ISDN může pro potřeby spojení vykonávat určitý druh zpracování, např. analogový přenos, anti-echo opatření apod.
 2 typy:
1. Telefonní linka se šířkou pásma 3,1 kHz – telefonní přenos se zvýšenou kvalitou odpovídající klasické telefonní lince.
2. Telefonní linka se šířkou pásma 7 kHz – telefonní přenos se zvýšenou kvalitou. Přináší kvalitu rozhlasového vysílání a umožňuje službu audio na požádání

Referenčními standardy pro tuto službu jsou doporučení ITU-T I.241.1 a ETSI standard ETS 300 111.

#### 2. Teletex
Služba umožňující účastníkům výměnu korespondence ve formě dokumentů kódovaných ve formátu Teletex. Z hlediska ISDN představuje terminálovou aplikaci nosné služby režim přepojování okruhů 64 kbit/s se strukturou 8 kHz bez omezení. Teletex je specifikovaný v ITU-T doporučení I.241.2

#### 3. Telefax 4 (Telefax Group 4)
Je mezinárodní služba, která umožňuje přenos, uchovávání a reprodukci graficky vyjádřené informace, například psaného textu nebo statického obrazu prostřednictvím sítě ISDN. Pro účely přenosu a uchovávání informací se používá telefaxové kódování (faksimilní formát). Spojení s přenosovou rychlostí 64 kbit/s v B-kanálu. Základní jednotkou korespondence mezi uživateli je stránka. Je specifikovaná v ITU-T doporučení I.241.3 a v ETSI standardu ETS 300 120.

#### 4. Smíšený režim
Umožňuje kombinovanou textovou i faxovou komunikaci. Je specifikovaná v ITU-T doporučení I.241.4 .

#### 5. Videotex syntaxově orientovaný
Je rozšířením klasické služby VIDEOTEX obohaceným o funkci Retrieval a Mailbox. Je to služba, která umožňuje interaktivní přenos, uchovávání a reprodukci informace ve vizuální formě s možností zvukové podpory. Přenos se uskutečňuje mezi uživatelem a vzdálenými počítačovými servery nebo mezi uživateli navzájem.
Služba Retrieval všeobecně znamená možnost přístupu k bance dat (textové, obrazové, video) pomocí telekomunikační sítě.
Služba Mailbox (poštovní schránka) dovoluje ukládání přijaté informace na paměťové médium, rezervované pro daného účastníka. Uvedená služba je specifikovaná v ITU-T doporučení I.241.5 a v ETSI standardu ETS 300 262.

#### 6. Telex
Je služba, zabezpečující interaktivní textovou komunikaci; telexovou komunikaci upravují mezinárodní standardy pro telexovou službu, které nejsou součástí doporučení pro síť ISDN.
+ další služby:

##### Přenos hovorů se šířkou pásma 7 kHz (Telephony 7 kHz Teleservice)
– služba umožňující přenos informací hovorových signálů v reálném čase se šířkou pásma 7 nebo 3,1 kHz prostřednictvím jednoho kanálu s přenosovou rychlostí 64 kbit/s. Referenčními standardy pro tuto službu jsou ITU-T doporučení I.241.7 a ETSI standard ETS 300 263. Protokol DSS1 pro tuto službu je specifikovaný v ETSI standardu ETS 300 367.

##### Videotelefon (Videotelephony Teleservice)
– je audiovizuální služba, ve které se hovorová a obrazová informace v reálném čase přenáší jedním nebo dvěma 64 kbit/s B-kanály v rámci ISDN. Využívá kompresi obrazu a zvuku a v reálné aplikaci obsazuje oba dva B kanály, přičemž může obsahovat i současný přenos dat. Uvedená služba je specifikovaná v doporučení ITU-T F.721 a v ETSI standard ETS 300 264.

### 3.	Doplňkové (supplementary) služby
Doplňkové (přídavné) služby (Supplementary Services) jsou určené na rozšíření možností základních transportních a standardních služeb – doplňkové služby nemohou být integrované samostatně. Jejich počet není konečný, rozšiřuje se podle potřeby operátorů a uživatelů. Svým rozsahem tvoří největší skupinu služeb ISDN. Uživateli dávají větší manipulační možnosti a zvyšují úroveň komunikačních služeb. Doplňkové služby vlastně rozšiřují původní služby digitální sítě.
Standard Euro–ISDN zavazuje používat těchto 5 služeb:
1. CLIP – identifikace volajícího
2. CLIR – zamezení identifikace volajícího
3. DDI – provolba
4. MSN – vícenásobné účastnické číslo
5. TP – přenositelnost koncového zařízení